# أيمن مجيد
أيمن مجيد ويُكتب في بعضِ المصادر باسمِ أيمن ماجد (من مواليد الرابع من شباط/فبراير 1995 في الدار البيضاء) هو لاعب كرة قدم مغربي يلعبُ كحارس مرمى في نادي المغرب الفاسي. أيمن هو الشقيقُ الأصغر لحارس المرمى مختار مجيد الذي يحرسُ لنادي أولمبيك آسفي.

## المسيرة الرياضيّة

### مع النوادي
تدرَّبَ أيمن مجيد في أكاديمية محمد السادس لكرة القدم، وظهرَ لأول مرة مع نادي الفتح الرياضي عام 2014 حيثُ لعبَ أربع مباريات فقط مع الفريق الرباطي في البطولة الوطنية المغربية، لكنّه شاركَ في الموسم الموالي فيما مجموعهُ 22 مباراة في البطولة المغربيّة كما شاركَ في دوري أبطال إفريقيا موسم 2017 حيثُ وصلَ مع فريقه إلى الدور نصف النهائي قبل أن يُغادر البطولة بعدَ الخسارة أمام تي بي مازيمبي الكونغولي.
وقَّع أيمن في الثالث من آب/أغسطس عقدًا لمدة ثلاث سنوات مع نادي الجيش الملكي، ومعهُ لعب عشر مباريات بالدوري المغربي في موسم 2018–19، لكنّه قضى الموسمين الموالينِ على مقاعد البدلاء. أُعيرَ مجيد إلى نادي الرجاء الملالي، ثمّ عاد لفريقهِ الأمّ نادي الفتح بعد انتهاء فترة إعارته قبل أن يُوقّعَ في الثلاثين من تشرين الأول/أكتوبر 2020 مع المغرب الفاسي الذي كان قد عادَ لدوري الأضواء.

### مع المنتخب
استُدعي أيمن مجيد لأول مرّة في الحادي عشر من آب/أغسطس 2019 لدورة تحضيريّة استعدادًا لبطولة أمم أفريقيا للمحليين 2020 مع المنتخب المحلّي وذلك بطلبٍ من المدرّب حسين عموتة، وكان أيمن على مقاعد البلادء حينما خاضَ المغربُ مباراةً ضدّ منتخب الجزائر للمحليين.